# 渭南地区
渭南专区，陕西省已撤消的专区。
1950年由渭南分区改置。在今陕西省东部。辖渭南、华县、华阴、潼关、蓝田、临潼等县。专员公署驻渭南县（今市）。同年，大荔、都阳、蒲城、澄城、白水、韩城、朝邑等县划入。1952年富平、三原、泾阳、高陵、耀县等县划入。1956年撤销，辖县由省直辖。1961年恢复渭南专区；铜川市划入。1964年郃阳县改名合阳县。1966年铜川市改由省直辖。1969年改置渭南地区。 